# Wikipédia en arménien occidental
Wikipédia en arménien occidental (en arménien occidental : Արեւմտահայերէն Ուիքիփետիա [Arevmdahayerēn Uikʿipʿetia]) est l'édition de Wikipédia en arménien occidental, variante de l'arménien parlée originellement en Turquie avant le génocide arménien et aujourd'hui parlée dans la diaspora arménienne. L'édition a été lancée le 1er avril 2019,,,. Code : hyw.
Au 21 mars 2025, l'édition en arménien occidental contient 12 250 articles et compte 12 123 contributeurs, dont 41 contributeurs actifs et 5 administrateurs.

## Présentation

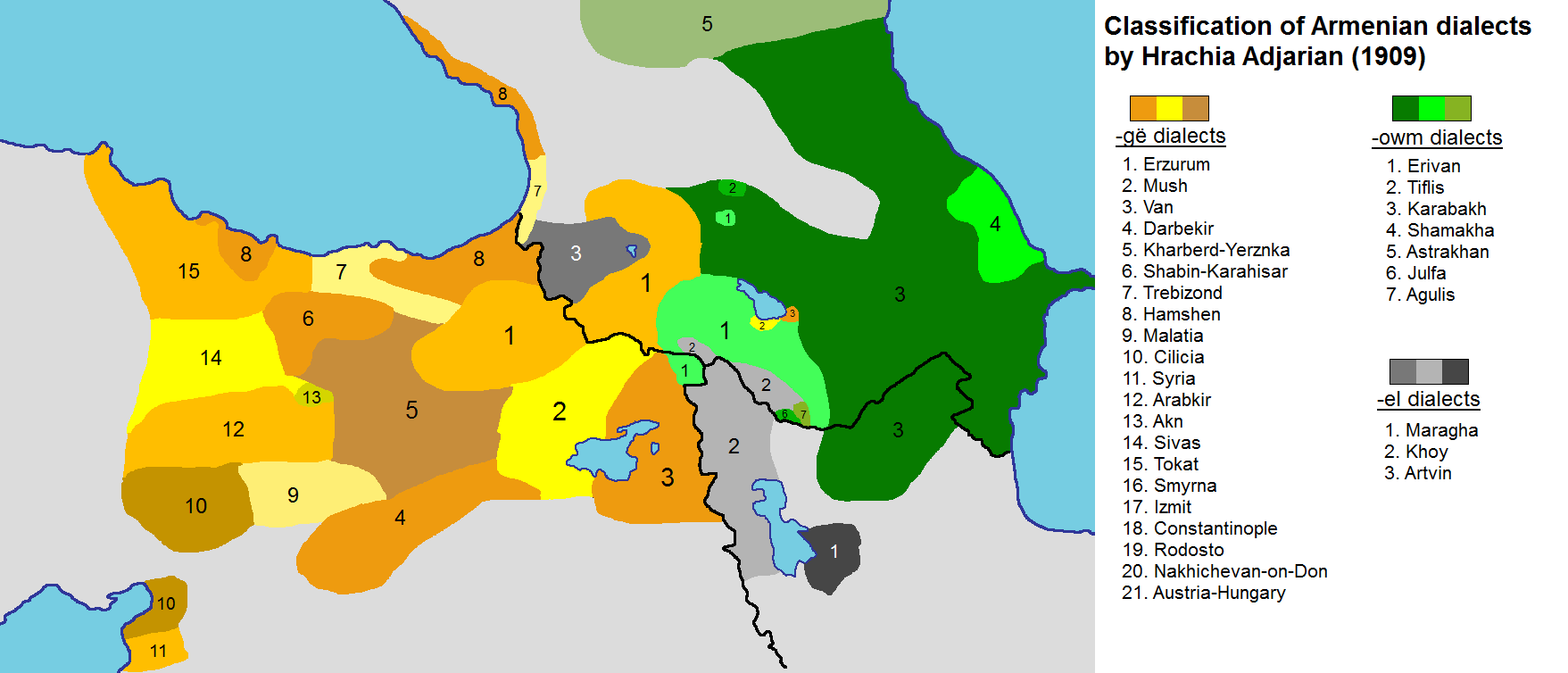
Localisation des dialectes de l'arménien en 1909. L'arménien occidental est en jaune sur la carte.
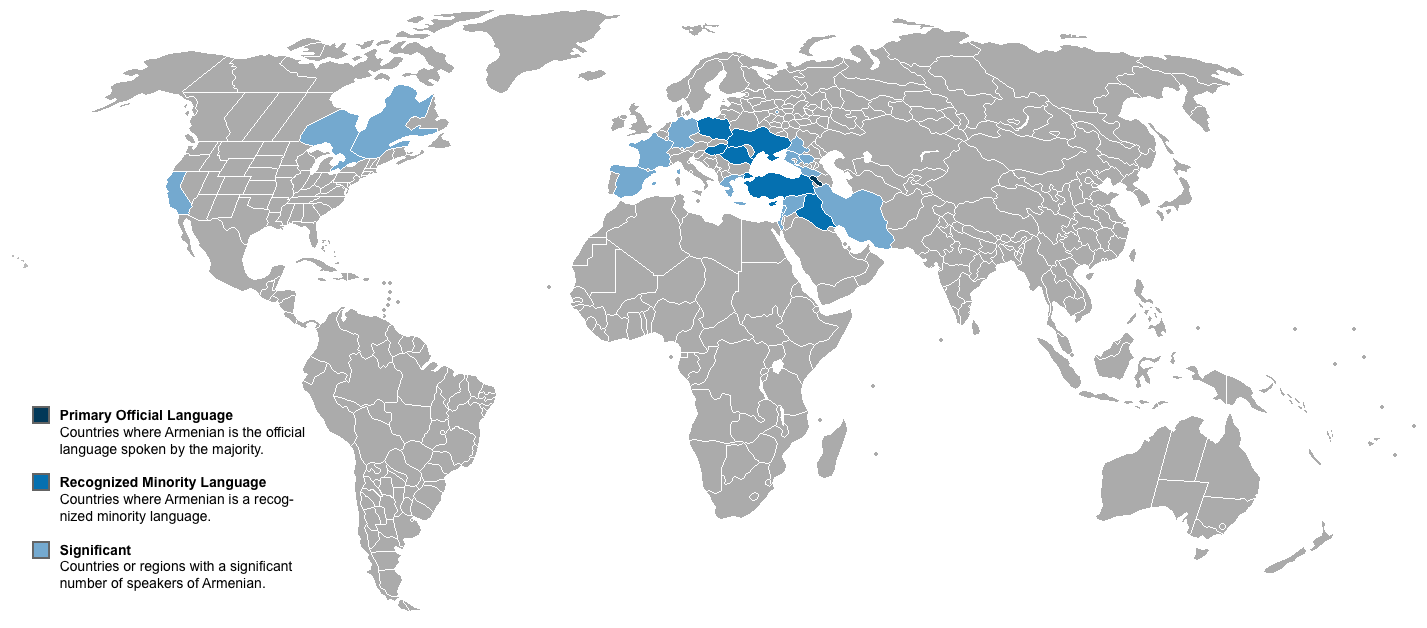
Répartition géographique de l'arménien (tous dialectes confondus).

## Statistiques
- Le 20 septembre 2022, l'édition en arménien occidental contient 10 272 articles et compte 7 502 contributeurs, dont 28 contributeurs actifs et 5 administrateurs.
- Le 4 octobre 2024, elle contient 12 126 articles et compte 11 314 contributeurs, dont 37 contributeurs actifs et 5 administrateurs.